# گایوس جولیوس ایولوس (کنسول ۴۸۹ پیش از میلاد)
گایوس جولیوس ایولوس (انگلیسی: Gaius Julius Iullus; ۱ ژانویهٔ ۰۶۰۰ – ۱ ژانویهٔ ۰۴۹۹) اهل روم باستان و یک سیاستمدار از اوایل جمهوری روم بود. او اولین کسی بود که از خاندان باستانی پاتریسی‌ها خاندان یولی به کنسول روم رسید که در سال ۴۸۹ قبل از میلاد به عنوان همکار پوبلیوس پیناریوس مامرسینوس روفوس بر عهده داشت.